# Castilleja bryantii
Castilleja bryantii là loài thực vật có hoa thuộc họ Cỏ chổi. Loài này được Brandegee mô tả khoa học đầu tiên năm 1889.